# 1,1-二氟-2,2-二氯乙烷
1,1-二氟-2,2-二氯乙烷（R-132a）是一种有机卤素化合物，化学式为C2H2Cl2F2，它是二氟二氯乙烷的同分异构体之一。

## 合成
1,1-二氟-2,2-二氯乙烷可由1,1-二氟-2-氯乙烷的氯化反应得到，该反应的主要副产物为1,1-二氟-1,2-二氯乙烷。
1,1-二氟四氯乙烷经电化学还原也会生成1,1-二氟-2,2-二氯乙烷。